# 光学

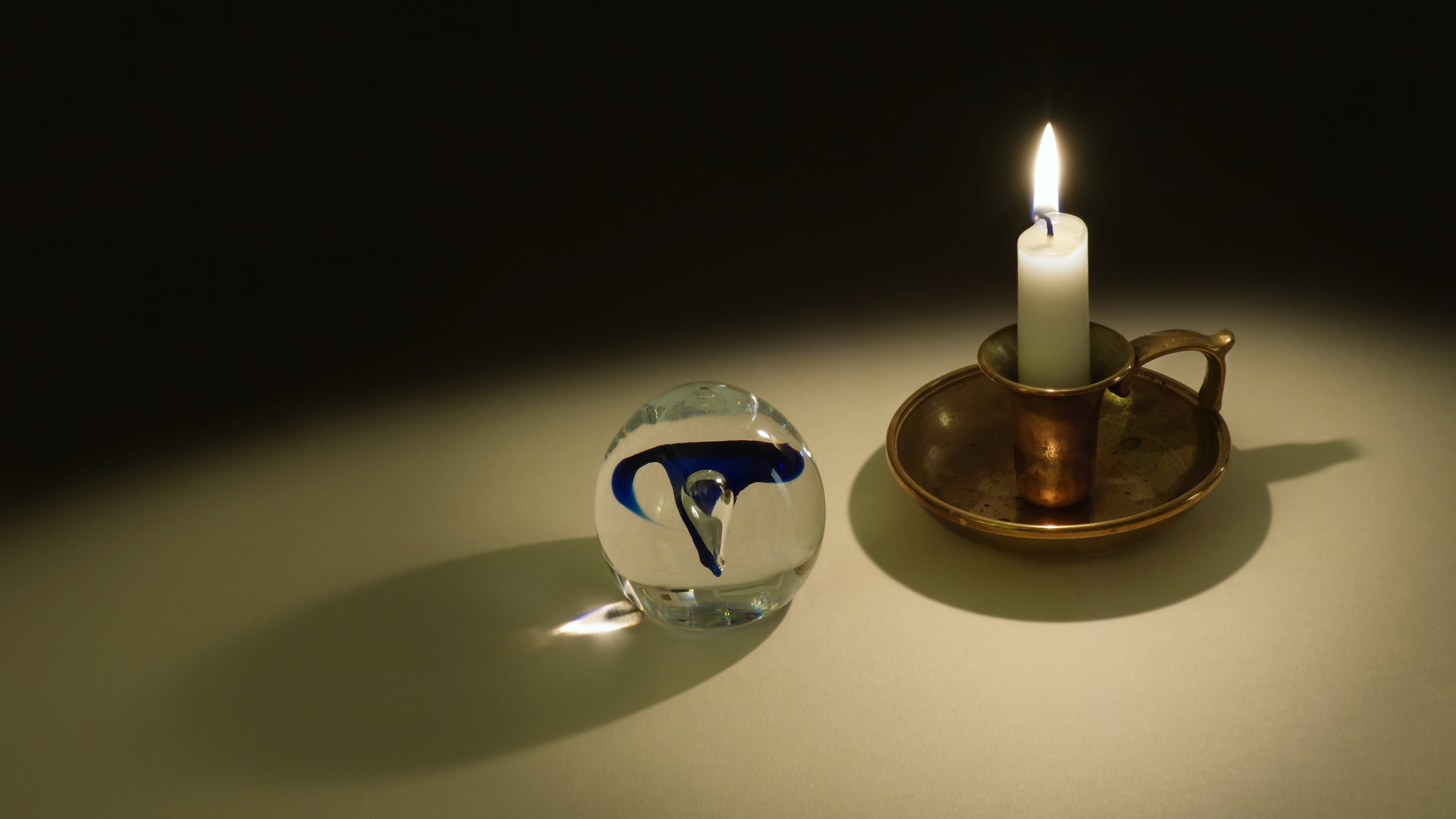
ガラスの球体を通して結ばれたろうそくの炎の像

光学（こうがく、英語: optics）は、光の振舞いと性質および光と物質の相互作用について研究する、物理学のひとつの部門。光学現象を説明し、またそれによって裏付けられる。
光学で通常扱うのは、電磁波のうち光と呼ばれる波長域（可視光、あるいはより広く赤外線から紫外線まで）である。光は電磁波の一種であるため、光学は電磁気学の一部門でもあり、電波やX線・マイクロ波などと類似の現象がみられる。光の量子的性質による光学現象もあり、量子力学に関連するそのような分野は量子光学と呼ばれる。

## 光学の分野
光学の分野は、独自の学会を持っており、また独自の学術集会を開催している。
純粋科学としての光学は光科学または光物理（英語: photophysics）と呼ばれる。応用指向の光学は応用光学または光工学と呼ばれ、特に照明に関する応用は照明工学と呼ばれる。それぞれの分野は、その応用・技術・指向性などが異なりがちである。光工学における、近年進展が著しい分野には、フォトニクスあるいは光エレクトロニクス（オプトエレクトロニクス）と分類される分野もある。 これらの分野と「光学」との間の境界はしばしば不明瞭であり、地域や産業分野によって異なった使われ方をする。
光の実世界への応用は幅広いため、光学は他の科学技術の分野と相互に関連しあう傾向がある。このため、電子技術・物理学・心理学・薬学などいろいろな分野の一部として光学に出会うことがある。

### 幾何光学
幾何光学は、光の伝播を光線に基づいて記述する。光線は異なる媒質の接合面で折れ曲がり、また媒質の屈折率の位置による変化によって曲がる。
- 幾何光学
  - 直進 - 反射 - 屈折
  - ガウス光学
  - 色収差
  - ザイデル収差
  - 収差論
- 応用分野
  - レンズ
  - 鏡
  - プリズム

### 波動光学
波動光学は、光を波動として扱い、諸現象を説明する。幾何光学の光線は物理光学の波面に垂直である。とくに、光は波動の中でも電磁波であるということを重視し、マクスウェル方程式に基づいて光の性質を論ずる光学を電磁光学という。電磁光学は波動光学の一部とみなされることもあるし、波動光学よりも一歩進んだ光学とみなされることもある。
- 波動光学
  - 回折
  - 干渉 (物理学)
  - 分散
  - 偏光
  - コヒーレンス
  - 散乱
  - フーリエ光学
  - 回折光学
- 応用分野
  - 光学レンズ設計

### 現代光学
現代光学とは、20世紀に広まった光の科学と技術の領域を指す。これらの光科学の領域は、光の電磁気学的および量子力学的性質に関連する。
- 量子光学
  - 光子
  - ジョーンズ計算法
  - レーザー
  - 結晶光学
  - 非線形光学
  - 統計光学
- ホログラフィー
- フォトニック結晶
- 非結像光学
- 薄膜光学
- 光学パターン認識

### 他の光学分野
- 色
- 照明工学
- パターン認識

## 光学現象
虹や蜃気楼やグリーンフラッシュは光学現象の例。

## 光学機器
望遠鏡、光学顕微鏡、カメラなどは光学機器の例。

### 光学素子
光学機器を構成する素子を、光学素子と言う。基本的なものとしては以下がある。
- レンズ
- プリズム
- 鏡
- 回折格子
- 偏光素子（偏光子と位相子）

## 光学迷彩
サイエンス・フィクションなどに登場する光学迷彩も研究はされているが、実現には程遠い。

## 参考用書籍
- 久保田 広：「光学」、岩波書店（1964年8月31日）。
- 吉原 邦夫:「物理光学」、共立出版 (1966年)。
- 久保田 広：「波動光学」、岩波書店（1971年2月2日）。
- 松居 吉哉：「レンズ設計法」、共立出版、ISBN 978-4320030985（1972年11月6日）。
- 小瀬輝次：「フーリエ結像論」、共立出版（1979年10月20日）。
- 石黒 浩三：「光学」、裳華房、ISBN 978-4785321253（1982年4月1日）。
- 草川 徹：「レンズ光学：理論と実用プログラム」、東海大学出版会、ISBN 978-4486010487（1988年12月）。
- 宮本 健郎:「光学入門」、 岩波書店、ISBN 978-4000053778（1995年4月7日）。
- 左貝 潤一：「光学の基礎」、コロナ社、ISBN 978-4339006803（1997年9月1日）。
- 河田 聡 (編)：「超解像の光学」、学会出版センター 、ISBN 978-4762229138（1999年4月）。
- 波岡 武 (編), 山下 広順 (編)：「X線結像光学」、培風館、ISBN 978-4563022488（1999年7月）。
- 松岡 正浩:「量子光学」、裳華房、ISBN 978-4785320935（2000年9月1日）。
- 青木 貞雄: 「光学入門」、共立出版、ISBN 978-4320034198（2002年11月1日）。
- ユージン・ヘクト：「ヘクト 光学 2：波動光学」（原著OPTICS,4版）、丸善出版 、ISBN 978-4621301463（2003年3月1日）。
- 牛山 善太、草川 徹：「シミュレーション光学：多様な光学系設計のために」、東海大学出版会、ISBN 978-4486016083（2003年6月1日）。
- ユージン・ヘクト：「ヘクト光学 3」、丸善出版、ISBN 978-4621083123（2003年7月1日）。
- 応用物理学会光学懇話会:「幾何光学」 POD版、森北出版、 ISBN 978-4627840294（2003年11月15日）。
- ユージン・ヘクト：「ヘクト光学 1：基礎と幾何光学」、丸善、ISBN 978-4621073483（2004年2月1日）。
- ユージン ヘクト：「ヘクト光学 2：波動光学」、丸善、 ISBN 978-4621074480（2004年9月）。
- Max Born, Emil Wolf, 草川 徹 (訳):「光学の原理 1」、東海大学出版会; 第7版、ISBN 978-4486016786（2005年6月1日）。
- Max Born, Emil Wolf, 草川 徹 (訳):「光学の原理 2」、東海大学出版会; 第7版、ISBN 978-4486016793（2006年2月1日）。
- Max Born, Emil Wolf, 草川 徹 (訳):「光学の原理 3」、東海大学出版会、第7版、ISBN 978-4486016809（2006年6月1日）。
- 大津 元一、田所 利康：「光学入門―光の性質を知ろう」、朝倉書店、ISBN 978-4254215014（2008年10月1日）。
- 谷田貝 豊彦：「例題で学ぶ光学入門」、森北出版、ISBN 978-4627154414（2010年6月29日）。
- 辻内 順平 (編), 大木 裕史 (編), 河田 聡 (編),他：「最新 光学技術ハンドブック」、朝倉書店; 普及版、ISBN 978-4254210392（2012年6月10日）。
- M.フォックス、木村 達也 (訳)：「量子光学」、丸善出版、ISBN 978-4621085868（2012年9月1日)。
- Joseph W.Goodman、尾崎 義治 (訳)：「フーリエ光学」第3版、森北出版; ISBN 978-4627154339（2012年10月19日）。
- 川田 善正：「はじめての光学」、講談社 ISBN 978-4061532878（2014年3月28日）。
- 山本義隆：「幾何光学の正準理論」、数学書房、ISBN 978-4903342771（2014年9月15日）。
- 白井 宏:「幾何光学的回折理論」、コロナ社、ISBN 978-4339008777（2015年4月1日）。
- 井上 恭:「工学系のための量子光学：量子力学の基礎から量子情報通信まで」、森北出版; POD版、ISBN 978-4627154193（2015年10月1日）。
- 谷田貝 豊彦:「光学」、朝倉書店、ISBN 978-4254131215（2017年5月31日）。
- 大津 元一:「これからの光学：古典論・量子論・物質との相互作用・新しい光」、朝倉書店、ISBN 978-4254131246（2017年10月10日）。
- 花村 榮一：「量子光学」、岩波書店、（オンデマンド）ISBN 978-4007306846（2017年10月12日）。